# Pollution olfactive
La pollution olfactive concerne toutes les nuisances qui affectent, touchent le domaine de l'odorat. Elle peut être causée par la présence dans l'air d'odeurs désagréables, souvent résultant de l'émission de substances chimiques ou biologiques provenant d'activités humaines ou industrielles.

## Origine
Les odeurs sont généralement dues à une multitude de molécules différentes, en concentrations très faibles, mélangées à l'air que nous respirons. Ces mauvaises odeurs peuvent l'être de par leurs actions physiologiques (notamment du fait de leurs toxicités), psychologiques (par ex. via l'effet dit « madeleine de Proust » quand associé à des expériences traumatiques), ou sociologiques (par ex. via divers effets de « mode » ou encore des évolutions historiques des significations de ces odeurs).
La plupart des composés odorants nocifs sont détectés à des niveaux très faibles par rapport aux niveaux toxiques. À l'inverse, quelques gaz très toxiques, comme le monoxyde de carbone, n'ont aucune odeur.

## Mesure
Les odeurs peuvent être mesurées par un olfactomètre qui permet d'exprimer la concentration de l'odeur en Unité d'Odeurs Européenne par mètre cube d'air (oue/m3). En France, les laboratoires d'olfactométrie AROMA Consult - Groupe Merlin et EGIS Environnement sont accrédités pour la réalisation de ce type de mesures olfactométriques sur des échantillons d'air odorants. En Europe, on peut également citer les laboratoires ECOMA et ODOURNET.
La qualité odorante peut être appréciée par la méthode du Champ des Odeurs.

## Sources de pollution olfactive
NB : cette liste n'est ni exhaustive, ni définitionnelle, dans le sens où les appréciations pour une odeur ou un ensemble d'odeurs caractérisées, d'une part en tant que perception génante, d'autre part en tant que pollution, sont sujettes à de fortes variabilités ! 
- Véhicules motorisés : dans les villes, concentration de véhicules motorisés en fonctionnement ; zones proches d'aéroports, ou de survols à basse altitude ; zones portuaires ;
- Flatulences et autres odeurs corporelles, notamment liées à des manques d'hygiène (urine, matière fécale, etc.), en "dépôt" ou "transportées" ;
- Parfums, eaux de toilette portés en proportion trop généreuse ; autres émanations liées à des pratiques humaines, notamment la consommation fumée de tabac, voire liées au vapotage ;
- Artisanat et petite industrie en milieu urbain ou péri-urbain, par ex. des blanchisseries enclavées parmi des habitations, et pratiquant certaines technologies de nettoyage à sec ; tanneries[4] ;
- Égouts à ciel ouvert, odeurs de décomposition de matières organiques, notamment animales, mais aussi bactériennes ou végétales ; traitement des eaux usées (STEP, effluents liquides) ;
- Déchetteries diverses : ordures ménagères, retombées d'incinérations, etc. ;
- Raffineries : gaz et systèmes de récupération de gaz, chaudières ;
- Industrie chimique inorganique : acide phosphorique, produits soufrés, chlorés, etc. ; sidérurgie ;
- Industrie chimique organique : industrie pharmaceutique, insecticides, industrie papetière ;
- Animaux de compagnie : concentrations de déjections dans les villes ;
- Élevages intensifs (chiens, chats, porcins, bovins, caprins, ovins, volailles, etc.) ;
- Épandages en surface (lisiers, boues d'épuration, etc.) ;
- Autres sous-produits d’animaux : équarrissages, fondoirs, hydrolyse des plumes, déshydratation des fientes de volailles, etc. ;
- Industrie agroalimentaire : levures, sucre, alimentation animale, transformation du lait, etc.

## Modélisation
Des logiciels de simulation de dispersion d'odeurs sont utilisés pour des études d'impact lors de création d'installations industrielles susceptibles d'être source de nuisances. L'adéquation à la réalité de la situation observée après construction est difficile à établir mais ils participent à la prise en compte des nuisances environnementales dans les décisions.

## Législation, réglementation et jurisprudence
La pollution olfactive peut faire l'objet de poursuites civiles sur le fondement de la responsabilité civile délictuelle pour faute (article 1240 du code civil), ou sur le fondement de la responsabilité civile délictuelle fondée sur la nuisance causée par une chose (article 1242, alinéa 1er du code civil). La notion de trouble anormal du voisinage peut aussi recevoir application.
Dans les cas les plus graves, la pollution olfactive peut au surplus faire l'objet de poursuites pénales sur le fondement de la mise en danger de la vie d'autrui (article 223-1 du code pénal).